# Sportimes de New York
Ne doit pas être confondu avec Buzz de New York.
Les Sportimes de New York (en anglais : New York Sportimes) sont une équipe du World Team Tennis basée à New York. Elle a été fondée en 2000 à Long Island, s'est installée en 2003 dans le Comté de Westchester, puis à New York en 2009. En 2011, elle a fusionné avec les Buzz de New York et en 2014 a été relocalisée à San Diego, en Californie.

## Effectif 2006
- Chuck Adams, entraîneur
- John McEnroe
- Martina Hingis
- Ashley Harkleroad
- Alex Bogomolov
- David Martin
- Vladka Uhlirova